# Confort-Meilars
Confort-Meilars (bretonisch Koñforzh-Meilar) ist eine französische Gemeinde mit 860 Einwohnern (Stand 1. Januar 2022) im Département Finistère.
Bis Februar 2001 hieß die Gemeinde Meilars.

## Lage
Der Ort befindet sich im Südwesten der Bretagne an der Atlantikküste auf der Halbinsel Cap Sizun.
Quimper liegt 24 Kilometer südöstlich, Brest 38 Kilometer nördlich und Paris etwa 510 Kilometer östlich (Angaben in Luftlinie). Der Fluss Goyen bildet die südliche Gemeindegrenze.

## Verkehr
Bei Quimper und Châteaulin befinden sich die nächsten Abfahrten an der Schnellstraße E 60 (Brest-Nantes) und Regionalbahnhöfe an der überwiegend parallel verlaufenden Bahnlinie.
Der Bahnhof von Brest ist Endpunkt des TGV Atlantique nach Paris und die Flughäfen Aéroport de Brest Bretagne nahe Brest und Aéroport de Lorient Bretagne Sud bei Lorient sind die nächsten Regionalflughäfen.

## Bevölkerungsentwicklung
| Jahr                       | 1962 | 1968 | 1975 | 1982 | 1990 | 1999 | 2009 | 2017 |
| Einwohner                  | 670  | 635  | 601  | 695  | 727  | 747  | 884  | 879  |
| Quellen: Cassini und INSEE |      |      |      |      |      |      |      |      |

## Sehenswürdigkeiten
- Spätgotische Pfarrkirche Notre-Dame
- Calvaire vor der Pfarrkirche

Siehe auch: Liste der Monuments historiques in Confort-Meilars